# Lago Atravesado
El lago Atravesado es un cuerpo de agua superficial ubicado en la comuna de Coyhaique , provincia de Coyhaique de la Región de Aysén , Chile.

## Ubicación y descripción
De acuerdo al inventario público de lagos publicado por la Dirección General de Aguas del Ministerio de Obras Públicas de Chile sus características son:
- Área cubierta por agua = 8.80 km²
- Área de la hoya        = 163.00 km²
- Latitud                = 45G 42M
- Longitud               = 72G 18M
- Altitud                = 290 m s. n. m.
- Uso                    = SIN USO
- Tipo                   = Lagos Menores

## Hidrología
El lago pertenece a una cadena de lagos que alimenta al río Blanco (Oeste), tributario del río Aysén. Desagua casi directamente en el lago Elizalde.

## Población, economía y ecología
SERNATUR lo describe como:: 12 
Es un lago de origen glaciar. Tiene una superficie aproximada de 6.5 km2. Forma parte del sistema lacustre de los lagos La Paloma, Elizalde, Desierto y Caro. Su nombre se deriva por su orientación Este Oeste perpendicular a los otros lagos que conforman el sistema. El atractivo de este lago deriva de su proximidad a la ciudad de Coyhaique, su atractivo entorno rodeado de montañas de baja altura y su disponibilidad de recursos para la práctica de la pesca recreativa